# Pachacamac (mythologie)
Pachacamac (Quechua 'Schepper van de wereld', ook Pacha Kamaq, Pacharurac) was de god die in de stad en het grote ceremoniële centrum Pachacamac door de Ishma vereerd werd, die opgenomen werden in Tawantinsuyu (de vier kwartieren), het Inca-rijk. 
In de latere Incamythologie was Pachacamac de vader van de zonnegod Inti en Mama Quilla en de echtgenoot van Mama Pacha. Pachacamac schiep zowel de man als de vrouw, maar vergat om hen te eten te geven, waardoor de man stierf. De vrouw vervloekte Pachacamac, hem beschuldigend van verwaarlozing, waarop hij haar vruchtbaar maakte. De god doodde echter haar zoon en sneed het lichaam in stukken. Elk stuk veranderde in een aparte vrucht of groenteplant. De tweede zoon van de vrouw, Wichama, ontsnapte, waarop Pachacamac ook de vrouw doodde. Wichama zocht wraak en dreef Pachacamac in de oceaan.
Pachacamac is de Quechua vertaling van 'Ishma'.

## Con
De god Con kwam uit het noorden naar het land, toen de mens nog niet geschapen en 'de wereld nog nieuw was'. Con was de zoon van de Zon en 'liet naar believen bergen verzinken en valleien opvullen.' Uit eenzaamheid schiep Con mannen en vrouwen, die hij in een vriendelijk, vruchtbaar land zette. Daar hadden zij een gemakkelijk bestaan. Een paar ontstemde de god. Con werd toornig en besloot het de mens moeilijk te maken. De vruchtbare vlakten veranderde Con in steenwoestijnen. Toen Con zag hoe zijn schepsels moesten ploeteren om te overleven in de dorre, droge streek, kreeg hij medelijden. Hij liet smeltwater als rivieren uit de bergen stromen en leerde de mensen irrigatiekanalen graven.

## Komst
Toen verscheen een nieuwe god ten tonele, die Cons bewind in gevaar bracht: Pachacamac, de Schepper. Pachacamac was geboren uit de vereniging van de Zon en de Maan en was dus een broer van Con. Na een hevige strijd wist Pachacamac zijn broer Con te verdrijven. Het land beviel Pachacamac wel, maar de mensen, die Con had geschapen, waren niet naar zijn zin. Daarom veranderde Pachacamac Cons mensen in krijsende apen. Zij werden door hem het oerwoud in gestuurd.

## Nieuwe mensen
Pachacamac schiep nieuwe mensen, de voorouders van de tegenwoordige mensheid. Pachacamac leerde hen over de jacht, de landbouw, de kunsten en het familieleven. De mensen vereerden Pachacamac als hun oppergod. 

## Tempel
In Peru bij de stad Lima aan de monding van de Lurin bouwden zijn mensen op een kunstmatige heuvel in de groene kustvallei een grote tempel, die uitsluitend aan de schepper Pachacamac was gewijd. Uit de verre omtrek kwamen pelgrims. Ook kon er het orakel van Pachacamac worden geraadpleegd. Er waren verschillende 'plaza's', waarvan de laagste pas na twintig dagen vasten mocht worden betreden. De hoogste plaza, het binnenste heiligdom, kon men slechts na een jaar vasten bereiken. Boven dit heiligdom verrees een trappiramide, bekroond door het orakel, een houten idool (godsbeeld) van Pachacamac, het hart van de cultus. Het beeld was achter een gordijn verborgen. Er werden op bepaalde tijden 'bloedoffers' aan Pachacamac gebracht. Vanuit dit centrum werden er nieuwe tempels gebouwd.

## Beschrijving
In sommige teksten wordt Pachacamac als een lange, witte man beschreven, een magiër, die de mensen opriep elkaar lief te hebben.   

## Inca's
De Inca's namen een aantal goden van de door hen overwonnen volkeren over, waaronder Pachacamac en zijn broer Viracocha (Con-Tici). De 'Pachacamaccultus' werd in hun 'zonnecultus' opgenomen.